# سیبل شیمشک
سیبل شیمشک (ترکی استانبولی: Sibel Şimşek؛ زادهٔ ۱۰ اکتبر ۱۹۸۴) وزنه‌بردار اهل ترکیه است.
وی در مسابقات کشوری و بین‌المللی در مجموع برندهٔ ۵ مدال طلا، ۵ مدال نقره، ۲ مدال برنز شده‌است.